# Garbolci-erdő Természetvédelmi Terület

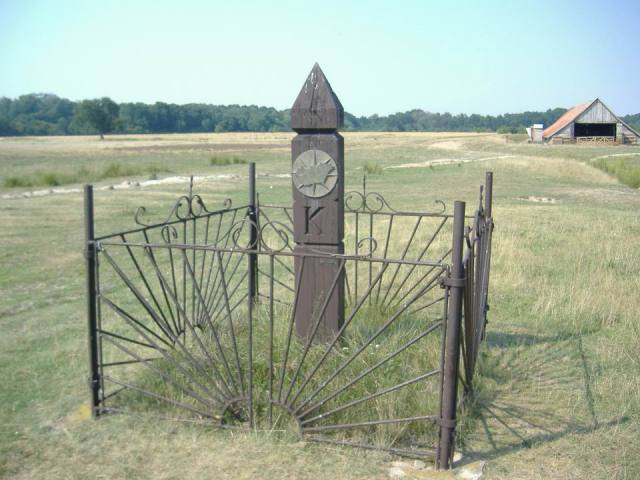
Magyarország legkeletibb pontja emlékmű a garbolci legelőn, háttérben a Garbolci-erdő

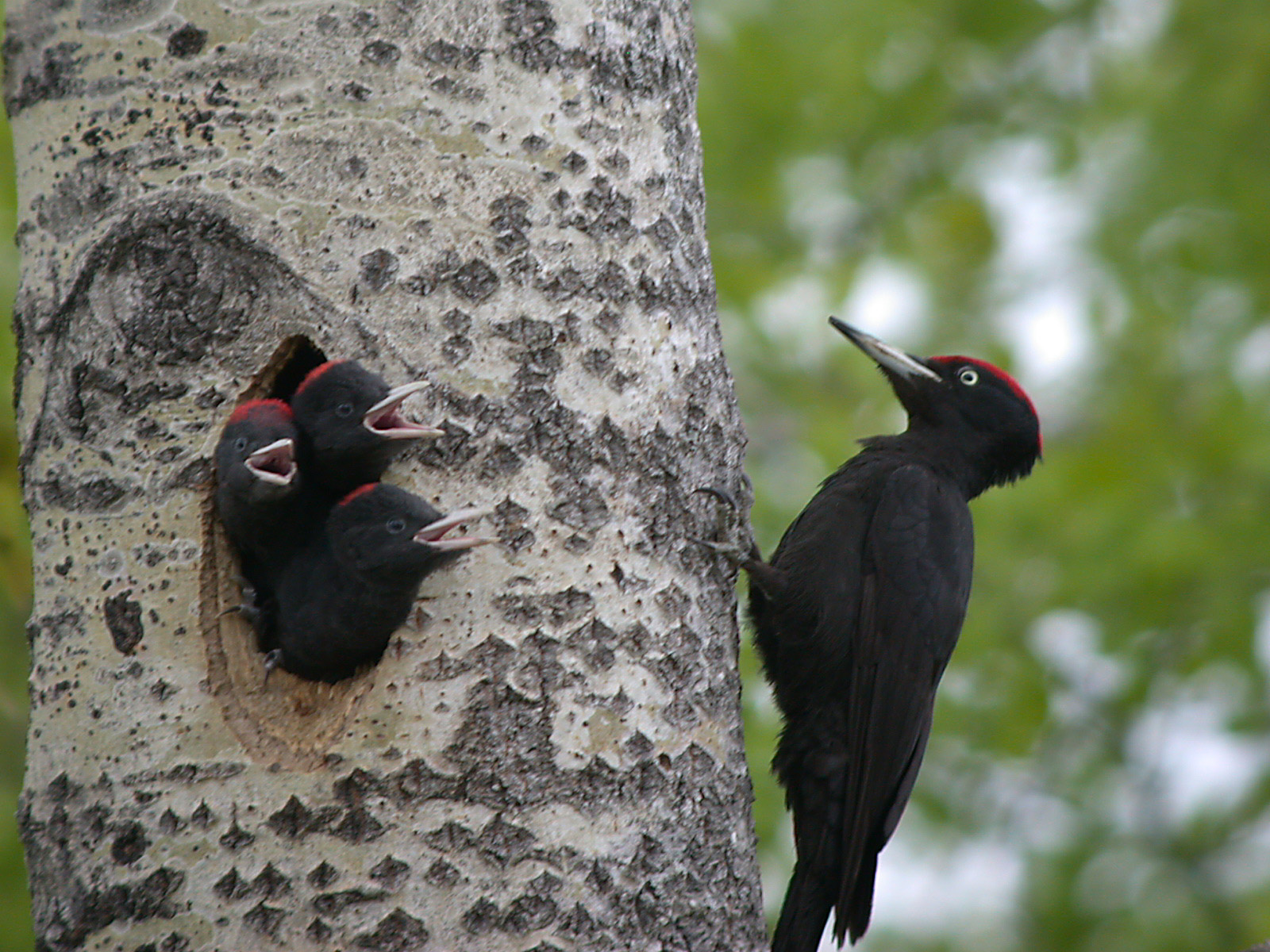
Fekete harkály

A magyar-román-ukrán hármashatár közelében fekvő  Garbolci-erdő és a mellette a fekvő legelő az 1982-ben létrehozott Szatmár-Beregi Tájvédelmi Körzet része, a Szatmári-síkságot egykor borító összefüggő tölgyerdők egyik megmaradt mozaikdarabkája, mely ritka, védett növényeket rejt. Itt nyílik a mocsári kockásliliom vagy kotuliliom (Fritillaria meleagris), a réti kardvirág és az erdélyi csillagvirág.
Az erdőket a mezőgazdasági művelés alá vont területek terjeszkedése miatt mára már nagyrészt kiirtották, de a táj megmaradt erdőfoltjai és a vízfolyások környékének növény- és állatvilága többnyire még természetes eredetű, számos védett növény- és állatfajnak ad otthont.

## Fekvése
Fehérgyarmattól keletre, a magyar-ukrán-román hármashatár szögletében, Garbolctól északkeletre, a Túr folyó mellett fekszik. Itt van Magyarország legkeletibb pontja.

## Leírása

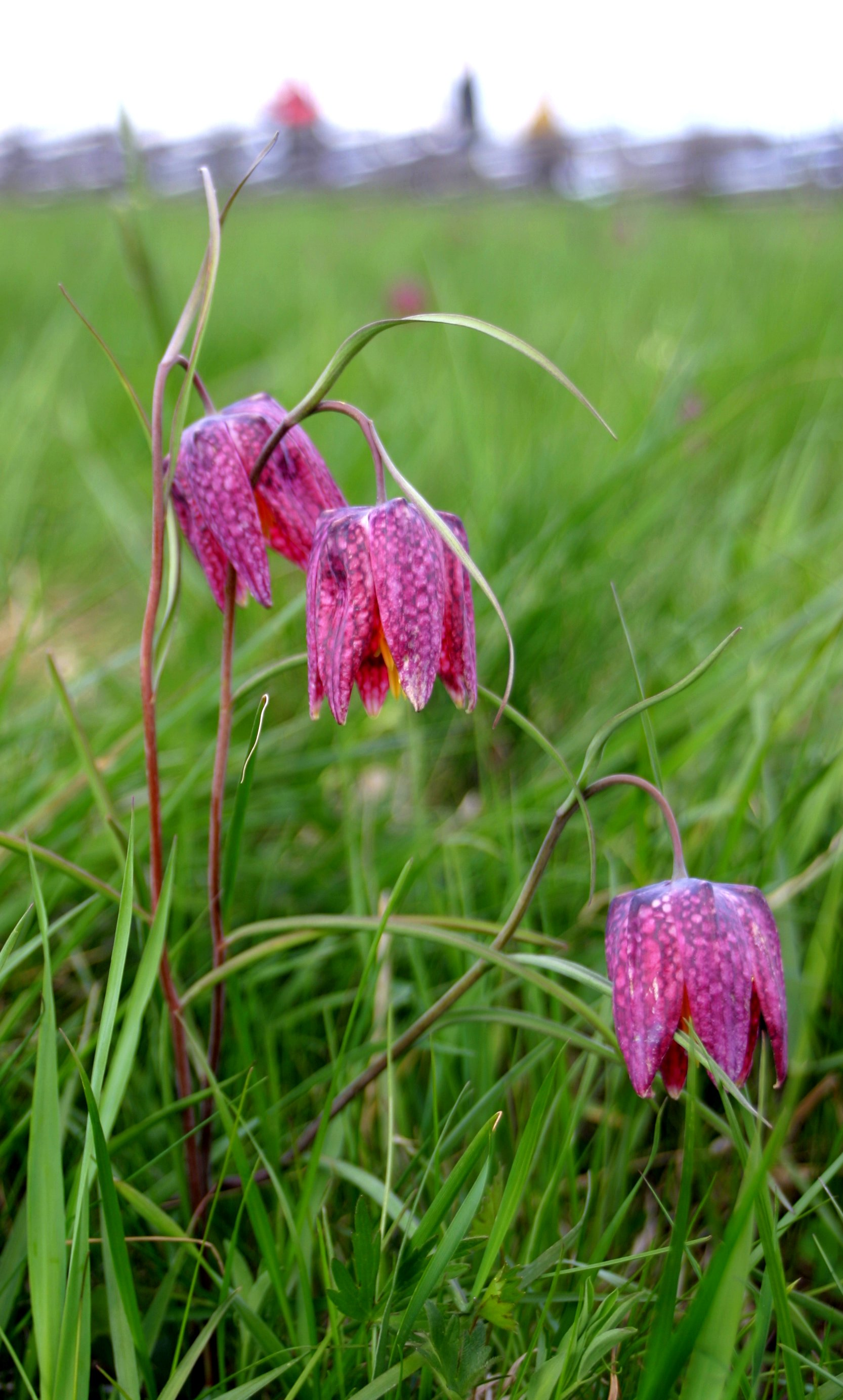
Mocsári kockásliliom (Fritillaria meleagris), népi nevén kotuliliom

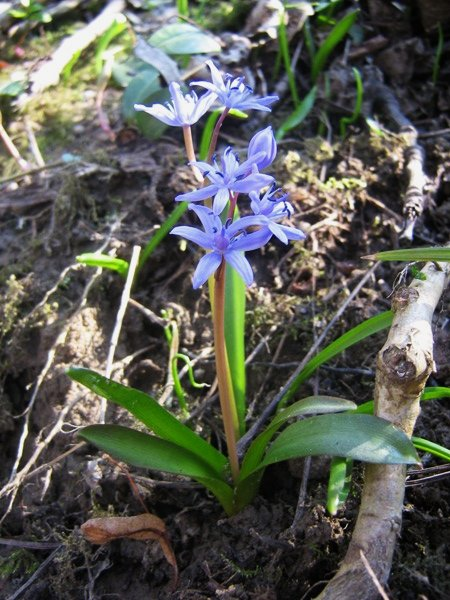
Erdélyi csillagvirág

A Garbolci-legelő az egykori tölgyerdők helyén, az irtásokon alakult ki. A réten itt-ott elszórva az egykori erdő matuzsálemi korú öreg tölgy és vadkörte "hagyásfáinak" elszórt öreg példányai dacolnak az idővel.
A Túr folyó itt a falu határában éri el az országot. A Túr töltésének öreg diófasorát, mely egykor Garbolctól egészen Tiszakóródig ért még Kende báró ültette. A fasor mára ugyan már kissé hiányossá vált, de az árnyat adó diófasor még így is megkapó látvány. A Túr folyó partján nyaranta a gyermekek részére természetvédelmi tábor működik.
A Nagy-erdő legnagyobb része a Garbolc közigazgatási határához tartozó egykori tölgy-kőris-szil keményfa-ligeterdő, amely a szatmári rész egyik legértékesebb erdőfoltja. 
Az erdő felső lombkoronaszintjében 50-60 év körüli kocsányos tölgy (Quercus robur) az uralkodó, mellette jelentős a magyar kőris (Fraxinus angustifolius subsp. pannonicus), a fehér nyár (Populus alba), mely helyenként konszociáiót alkot, de kis területen megmaradt itt egy közönséges gyertyán (Carpinus betulus) folt is. Az alsó lombkoronaszint jellemzője az tatár juhar (Acer tataricum), mezei juhar (Acer campestre), vadalma (Malus sylvestris), vadkörte (Pyrus pyraster), mezei szil (Ulmus minor). A cserjeszint fejlettebb, bár foltokban hiányzik. Páratlan, védett botanikai értékei közül kiemelhető az itt megtalálható Tisza-parti margitvirág (Leucanthemella serotina) és a réti kardvirág (Gladiolus imbricatus) is.
Igen értékes az itt található spontán cserjésedő nedves, kékperjés láprét is. Nagysága 1000-2000 m2 körül lehet, rajta javarészt a kékperje (Molinia caerulea s.l.) uralkodik, kisebb fa-és cserje-csoportokkal, főleg hamvas fűz (Salix cinerea)-val, emellett gyalogakác (Amorpha fruticosa), fehér akác (Robnia pseudo-acacia), rezgő nyár (Populus tremula) erdősül. Kiemelendő védett fajai: a szárazabb részeken sziki kocsord (Peucedanum officinale), réti kardvirág (Gladiolus imbricatus), hosszúlevelű veronika (Veronica longifolia), kenyérbélcickafark (Achillea ptarmica), kornistárnics (Gentiana pneumonanthe), bánsági sás (Carex buekki), kacstalan lednek (L. nissolia). Az erdőtől keletre található mocsaras mélyedések partján pedig idősebb hazai fűzek, magyar kőris, kocsányos tölgy található. 
A területen 9 védett növényfaj található. Faunáját tekintve pedig a gerinctelen fajok közül legfontosabb a fokozottan védett lepkefaj a nagy szikibagoly (Gortyna borelii) előfordulása, de említést érdemel a fokozottan védett fajok közül a vidra (Lutra lutra) és a tavi denevér (Myotis dasycneme) is. A fészkelő madarai közül kiemelhető a darázsölyv (Pernis apivorus), valamint a fekete harkály (Dryocopus martius) és a szürke küllő (Picus canus) továbbá a búbos banka (Upupa epops.
Az erdő területén több gerinctelen-zoológiai érdekesség is megtalálható, mint például a szarvasbogár (Lucanus cervus) valamint a nagy hőscincér (Cerambix cerdo).
A településtől nyugatra található Sár-Éger-csatorna töltésének mindkét oldalán csenkeszes, birkával legeltetett terület húzódik. A csatorna partján hazai füzek nőnek, kisebb-nagyobb csoportokban. A víztérben jellemző növények: vízitök, kolokán, virágkáka, különböző sásfajok. A csatorna bal partján ecsetpázsitos gyepek (Allopecuretum) találhatók, a magasabb térszíneken a csenkesz fajok dominálnak. A területen 2 védett növényfaj is előfordul.

## Növényvilága

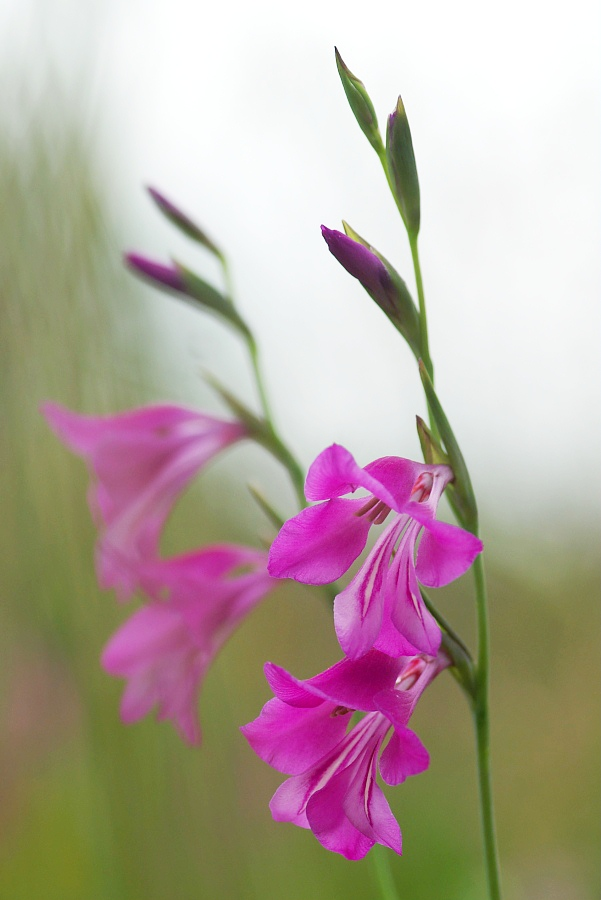
Réti kardvirág (Gladiolus imbricatus)
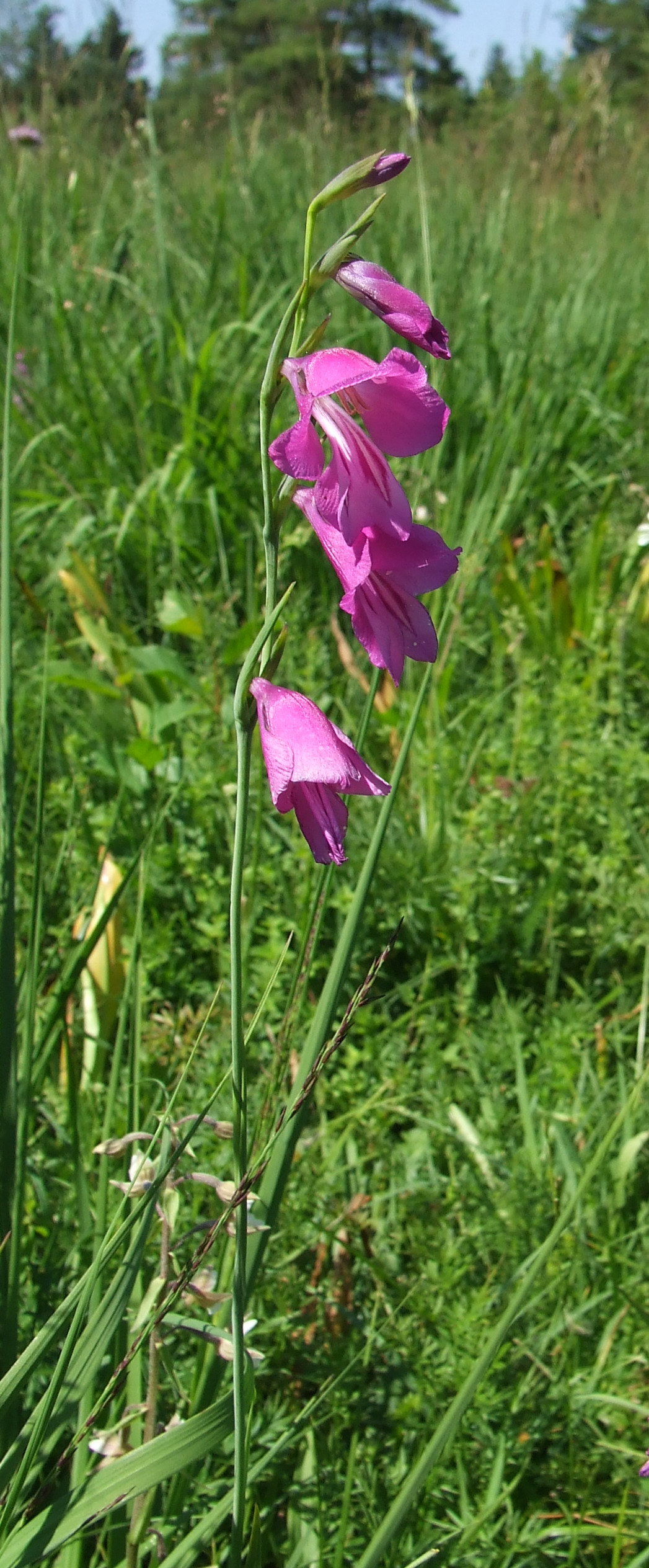
Réti kardvirág (Gladiolus imbricatus)
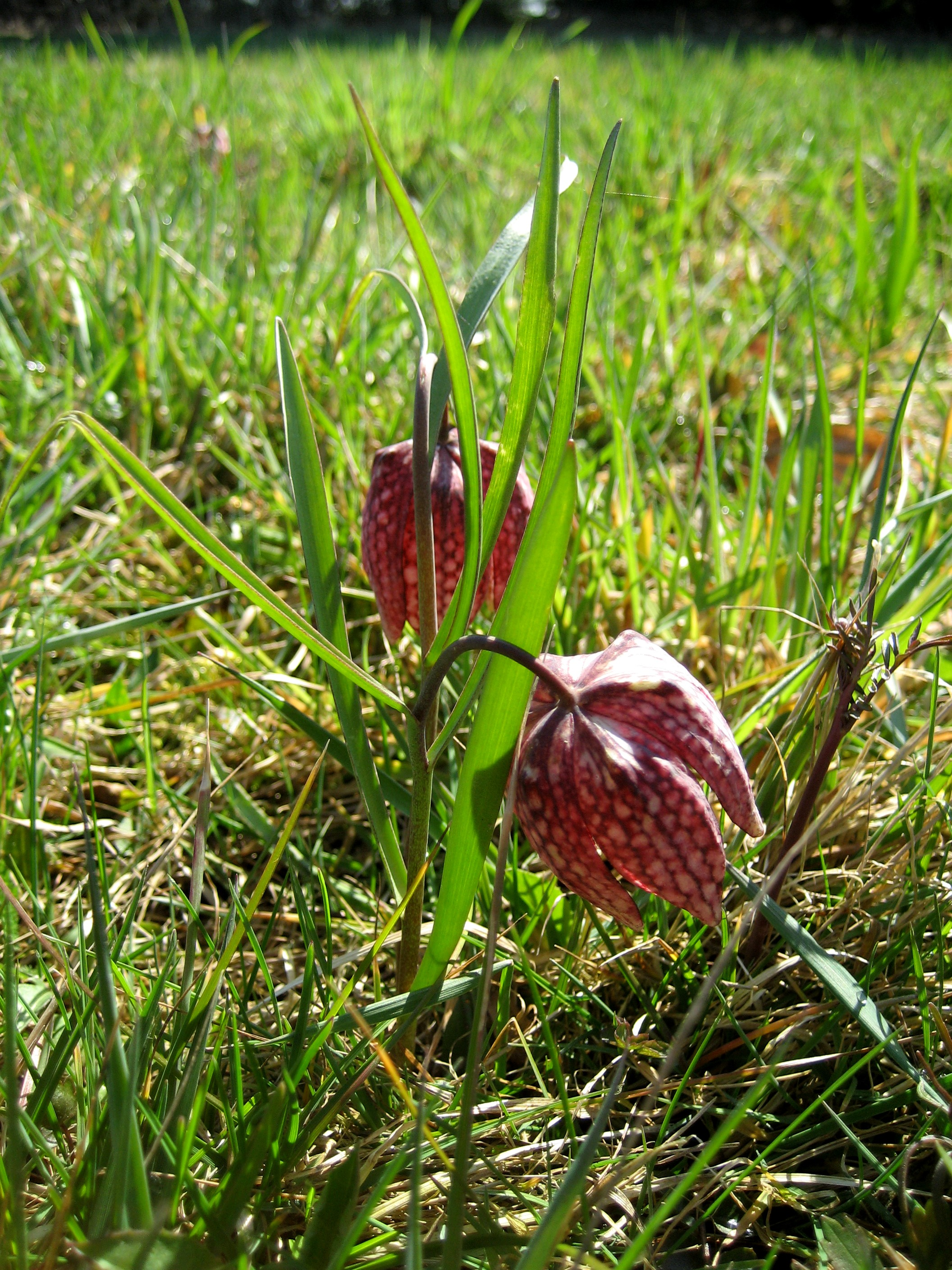
Mocsári kockásliliom, népi nevén kotuliliom (Fritillaria meleagris)
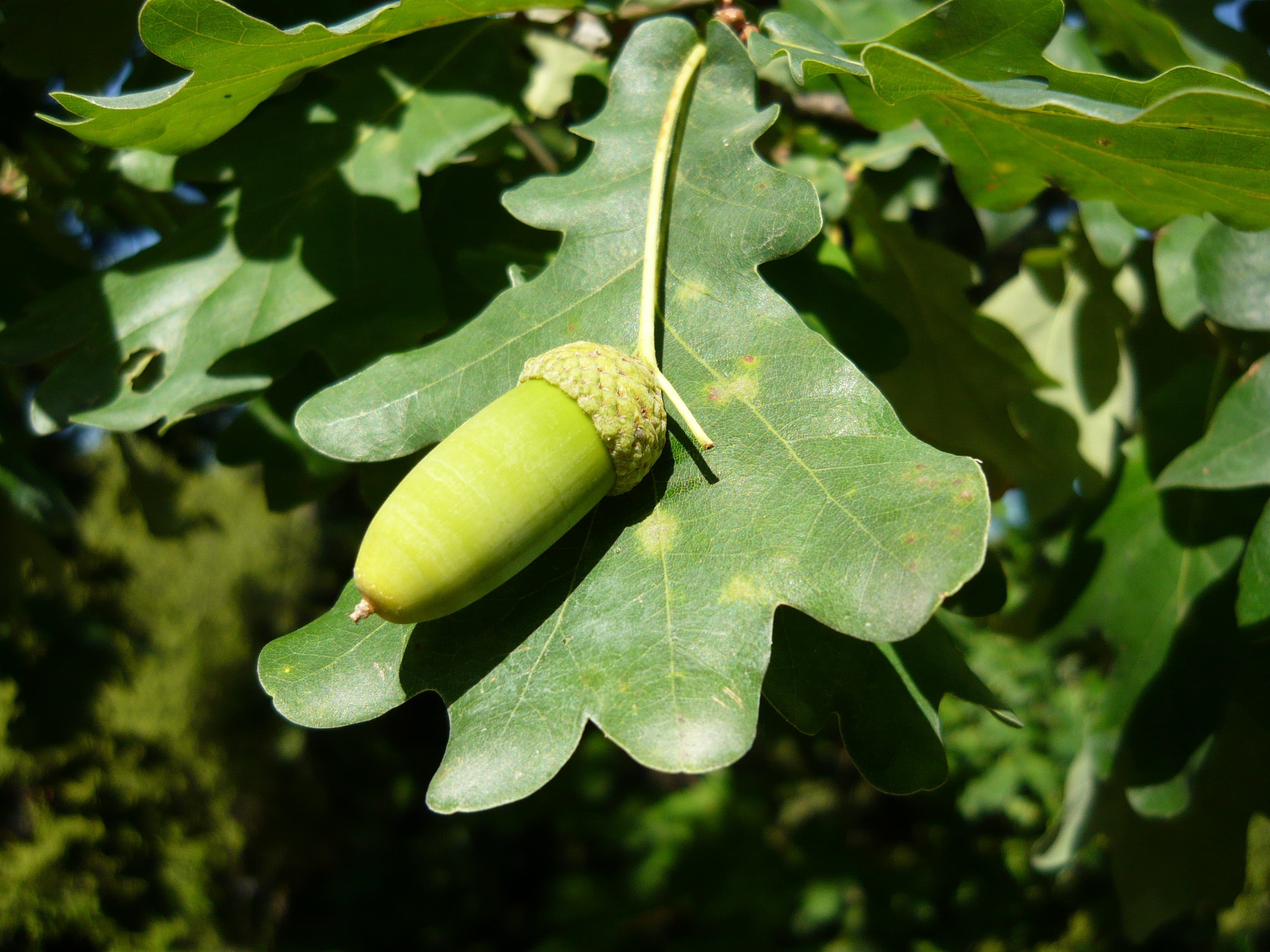
Kocsányos tölgy levele és termése
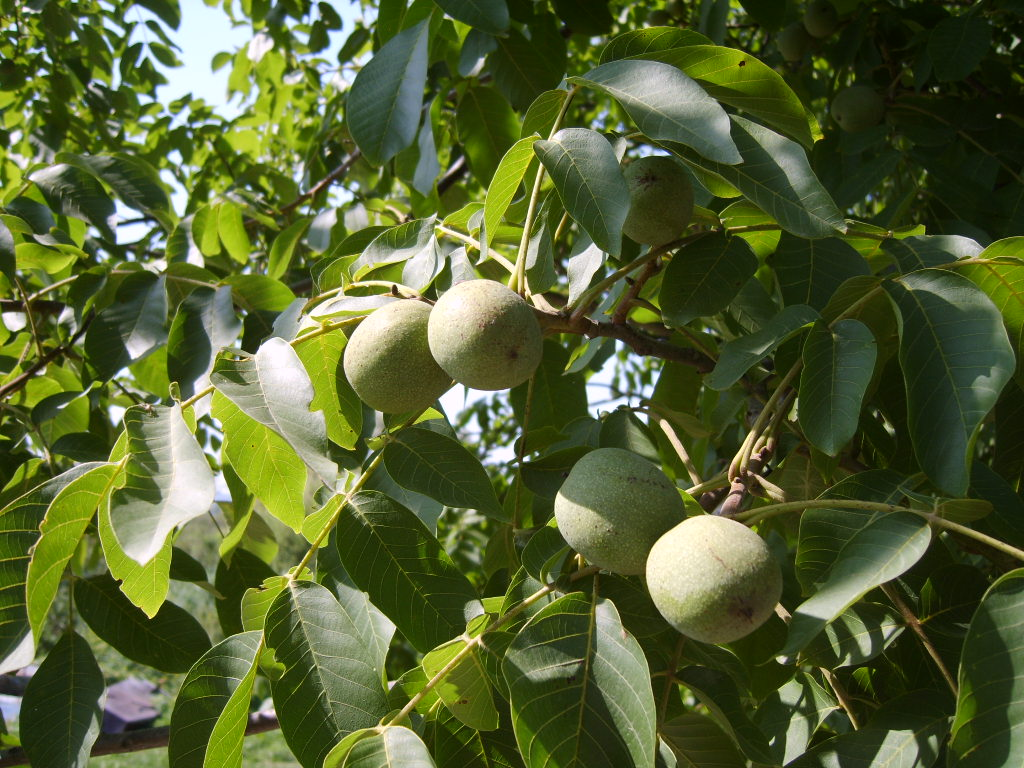
Dió ága és termése
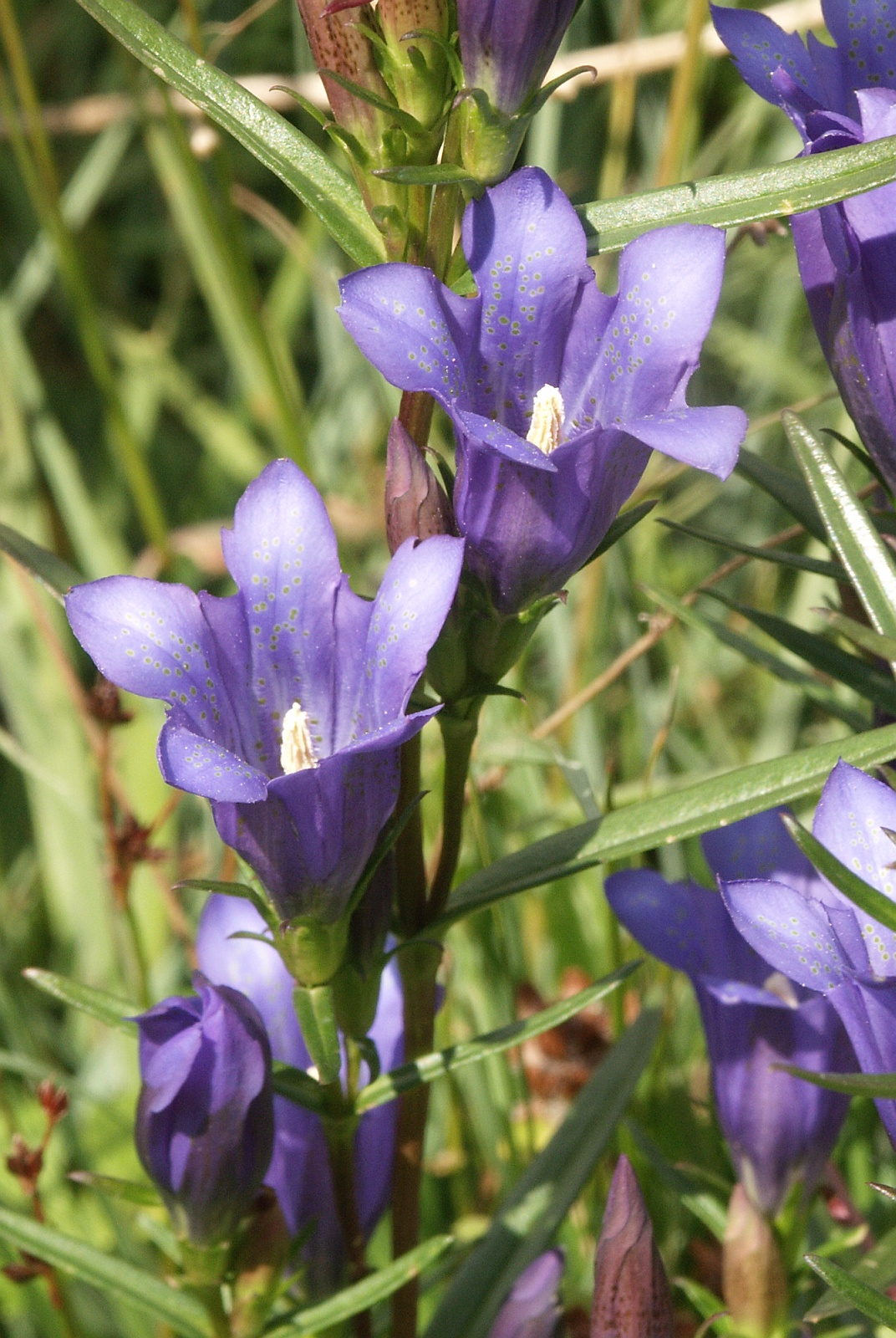
Kornistárnics (Gentiana pneumonanthe)
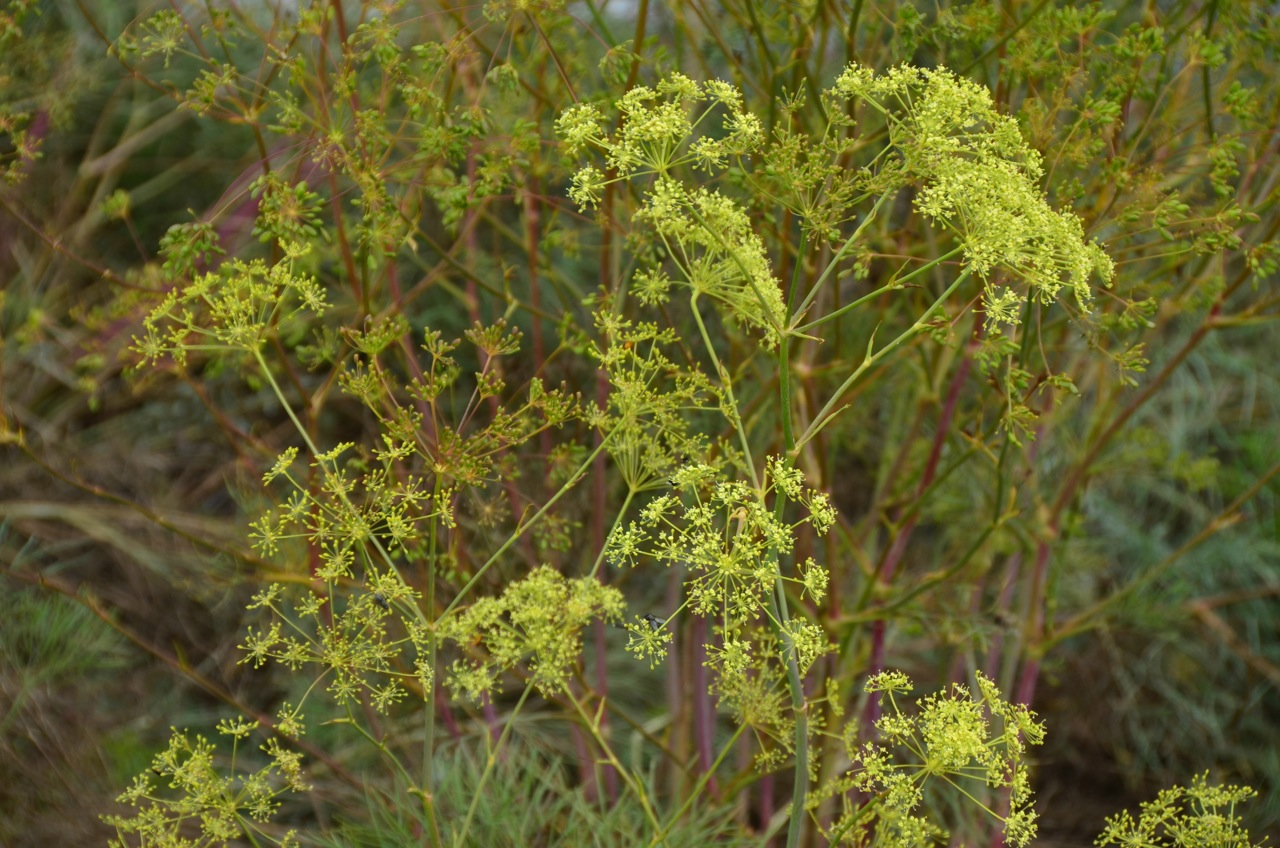
Sziki kocsord (Peucedanum officinale)
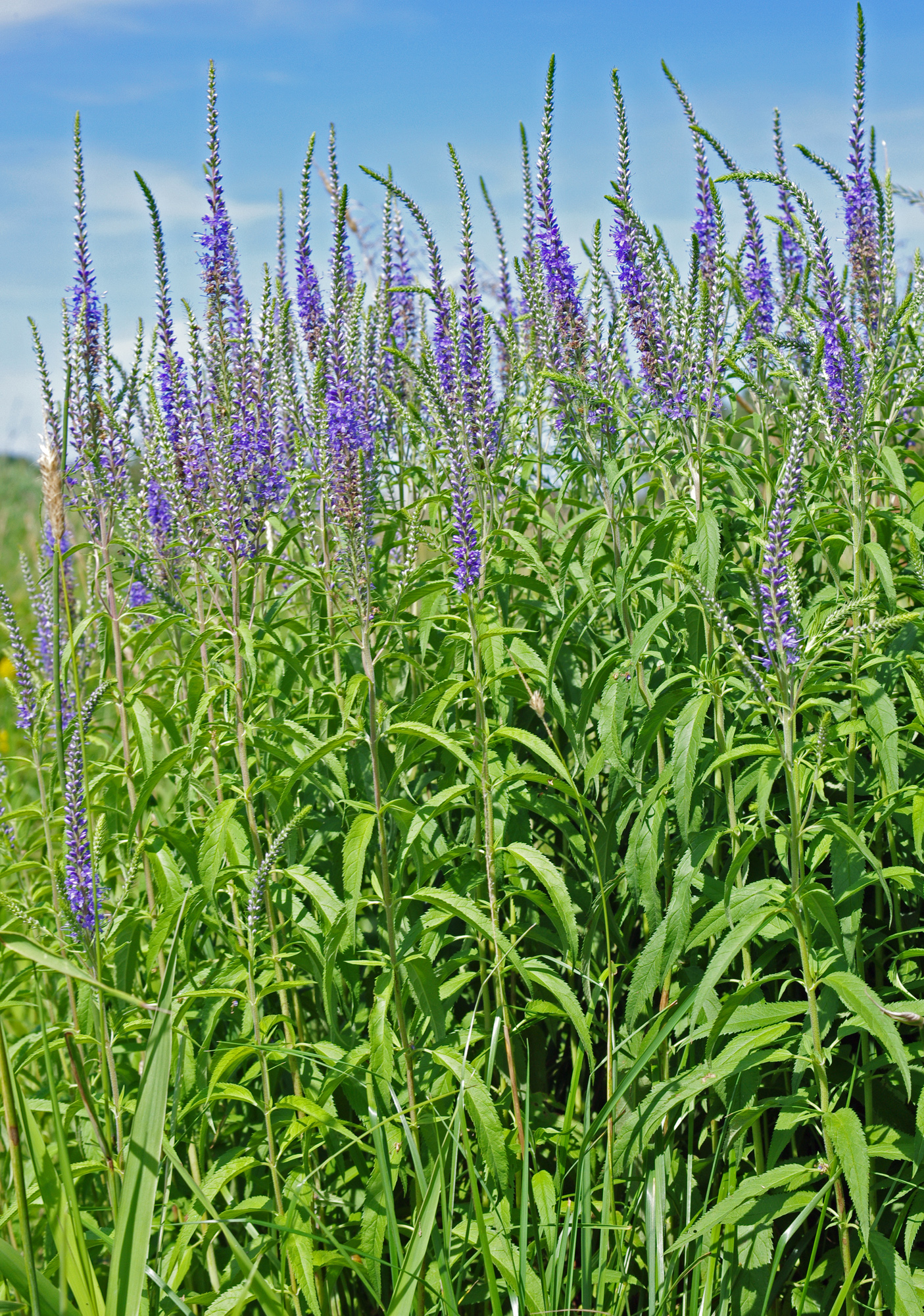
Hosszúlevelű veronika (Veronica Longifolia)
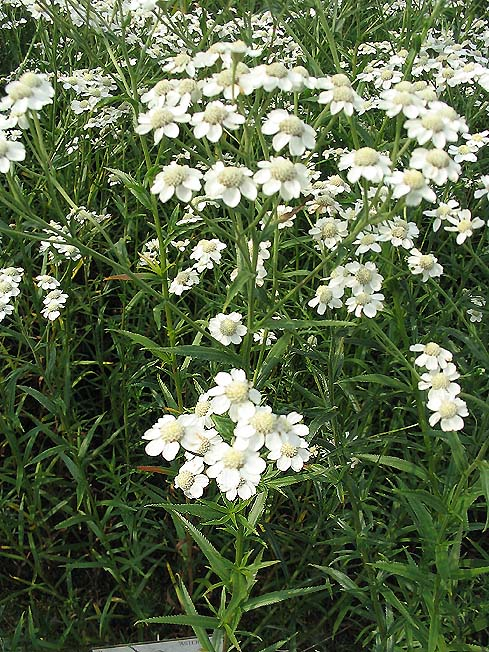
Kenyérbélcickafark (Achillea ptarmica)
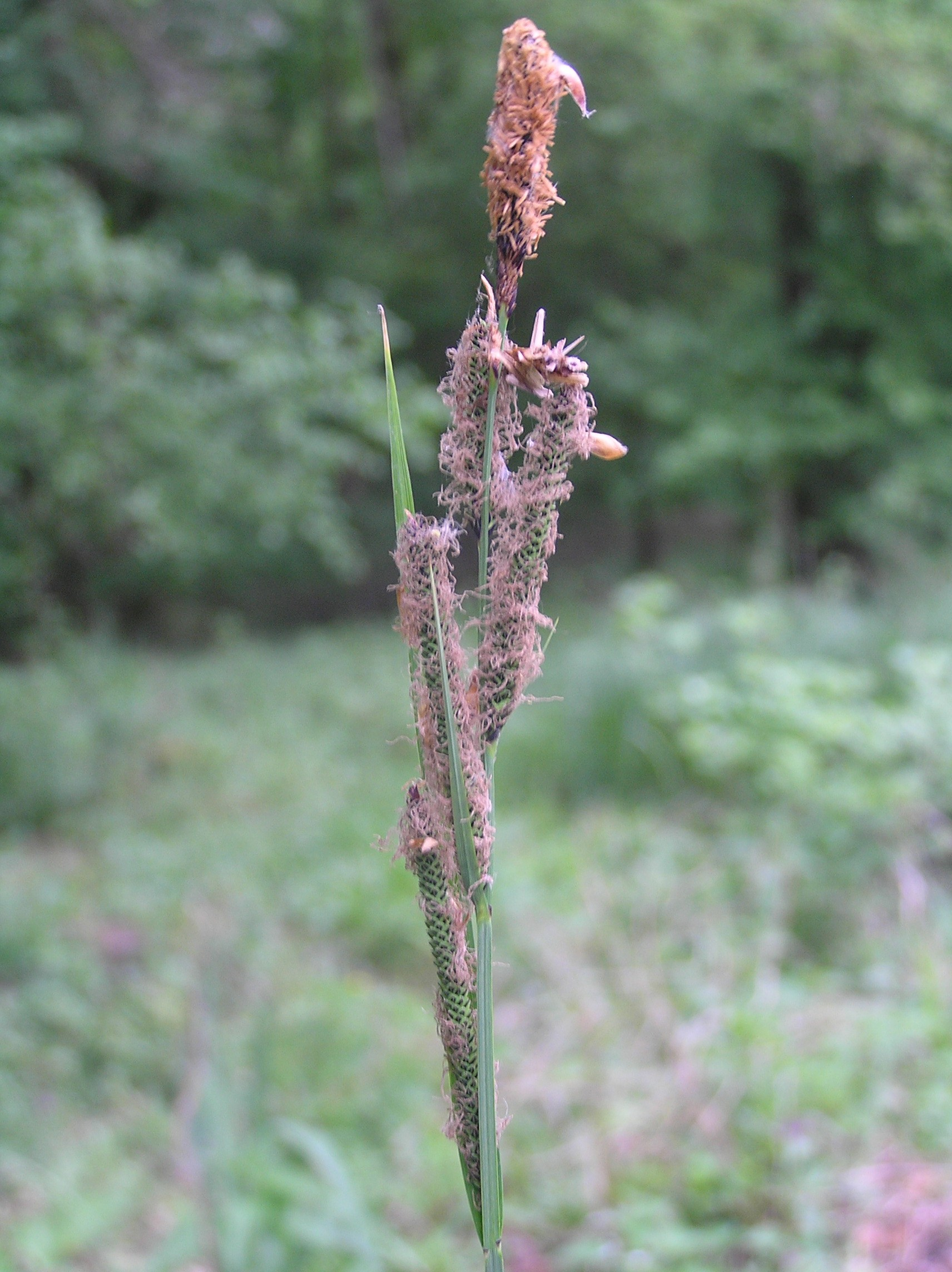
Bánsági sás (Carex buekii)
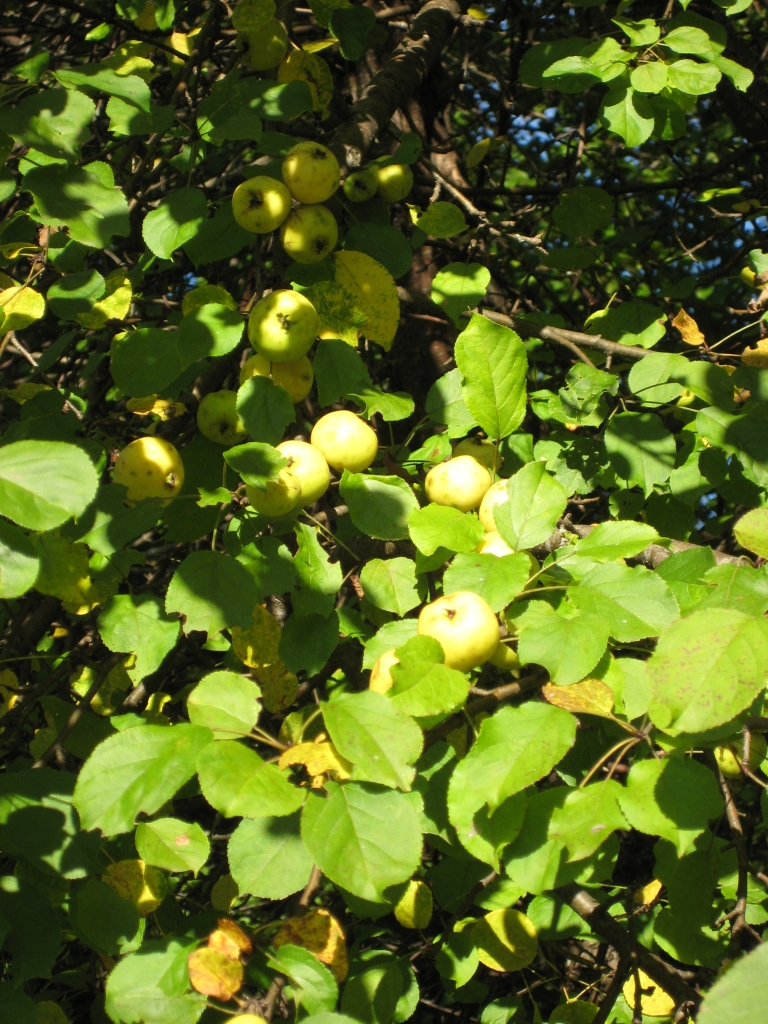
Vadalma (Malus silvestris)
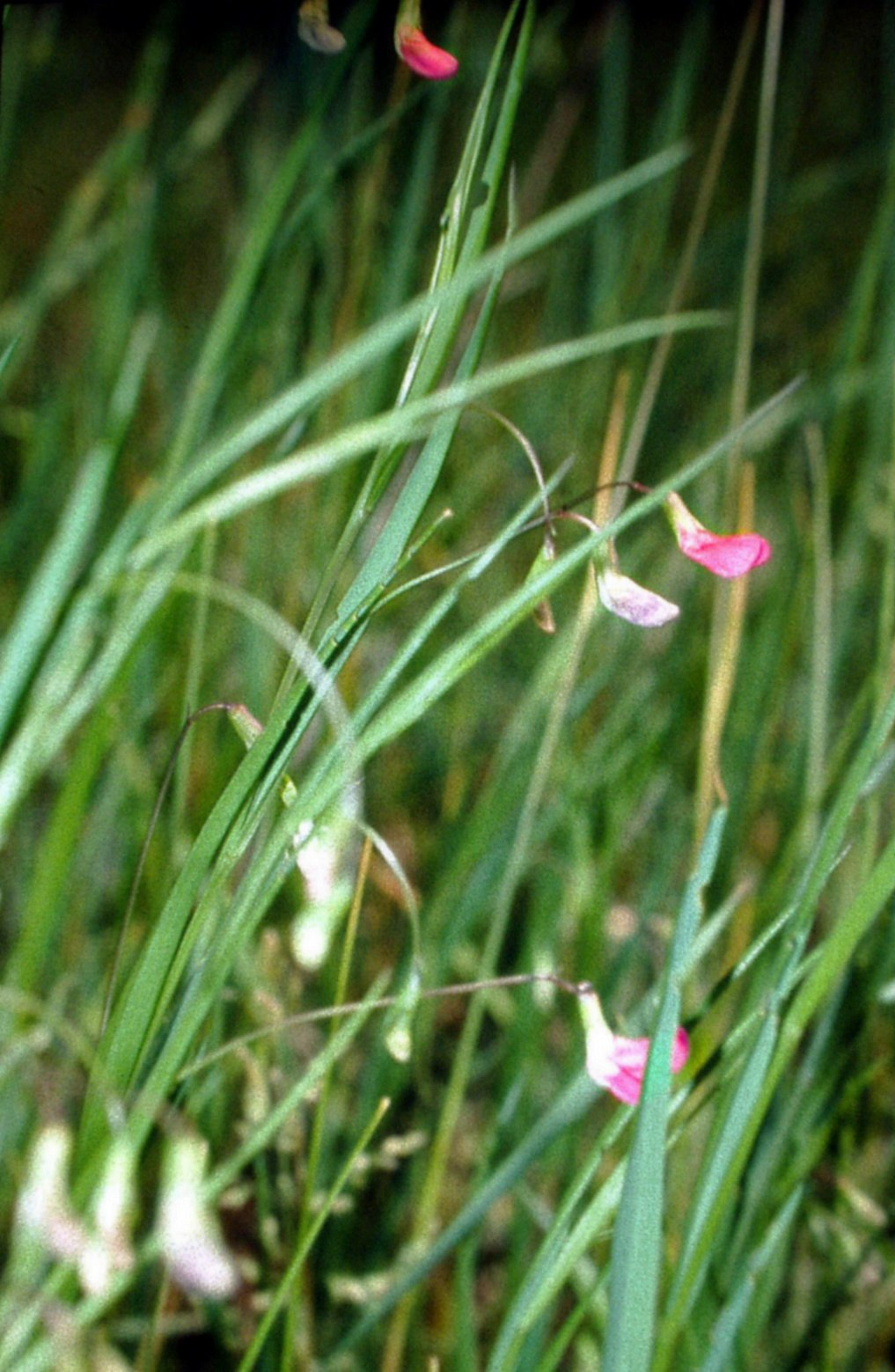
Lathyrus nissolia
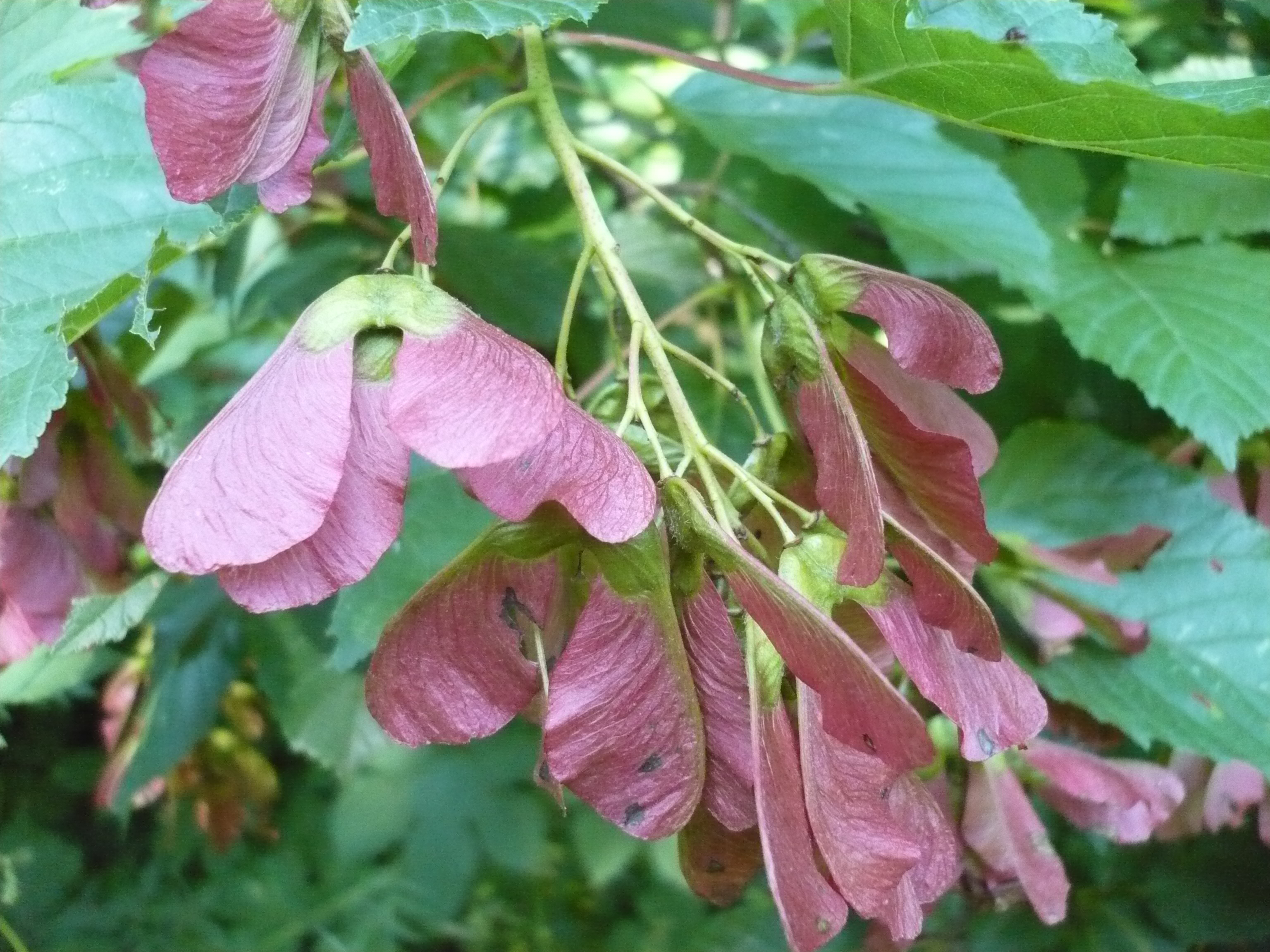
Tatár juhar (Acer tataricum)
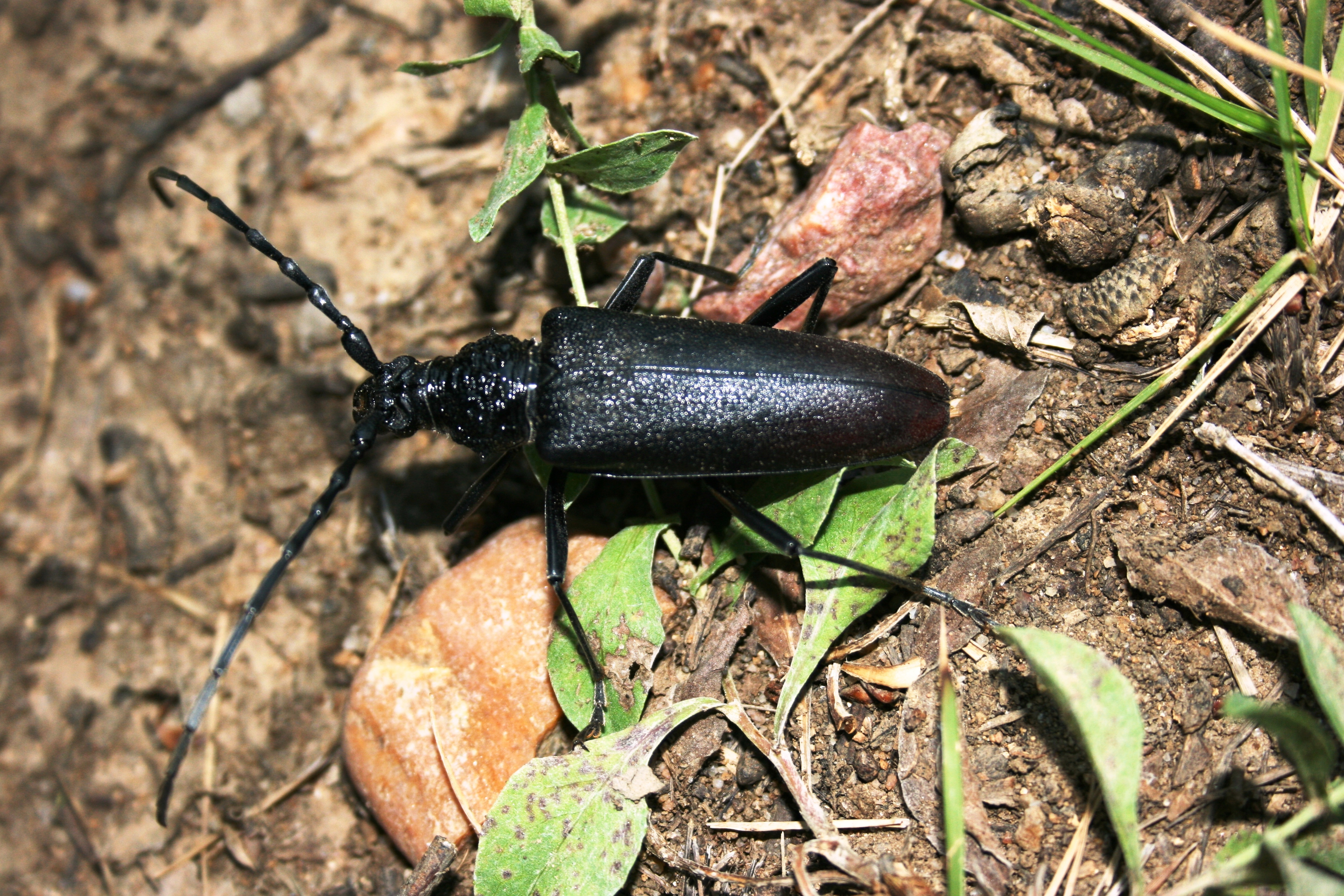
Nagy hőscincér
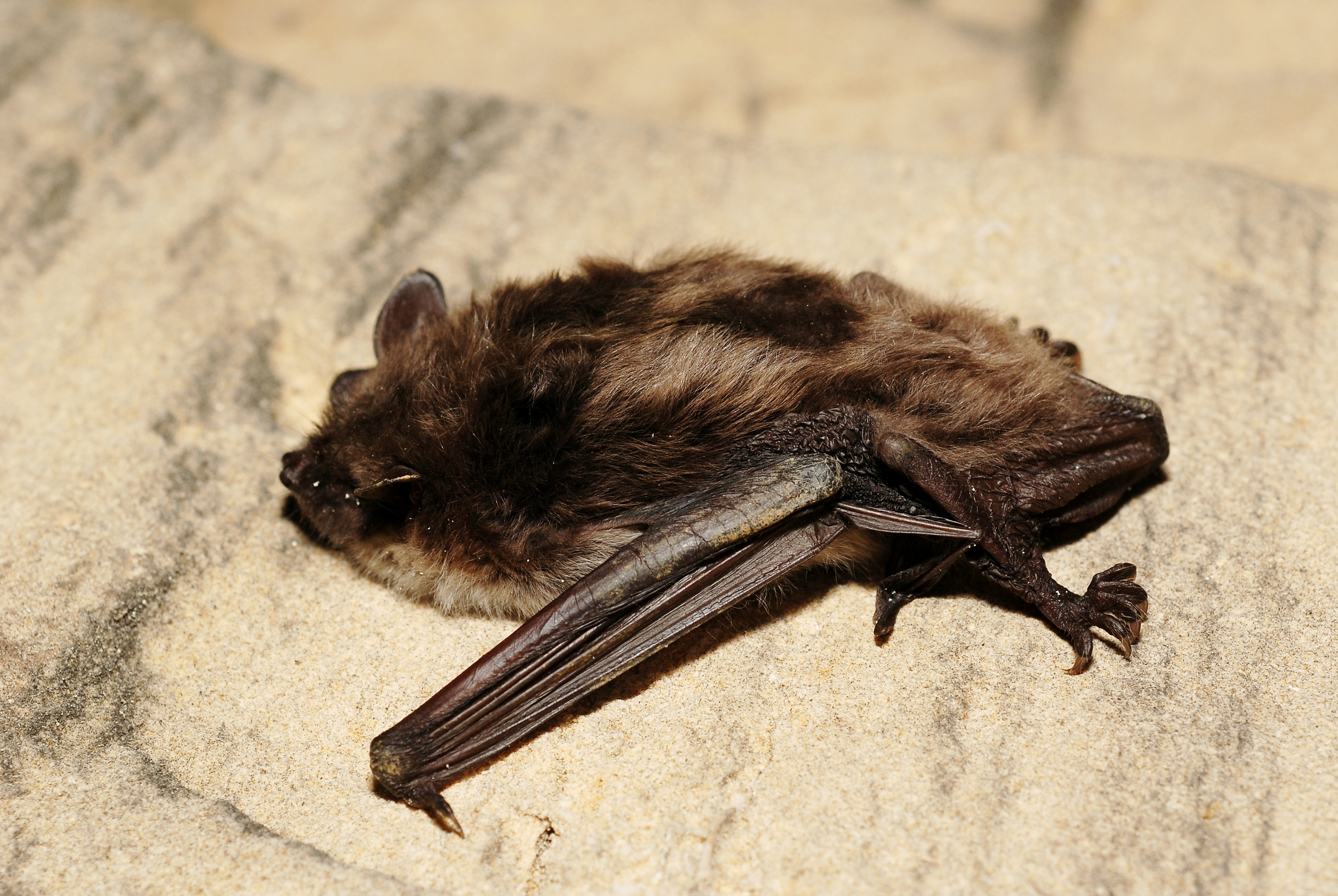
Tavi denevér (Myotis dasycneme)
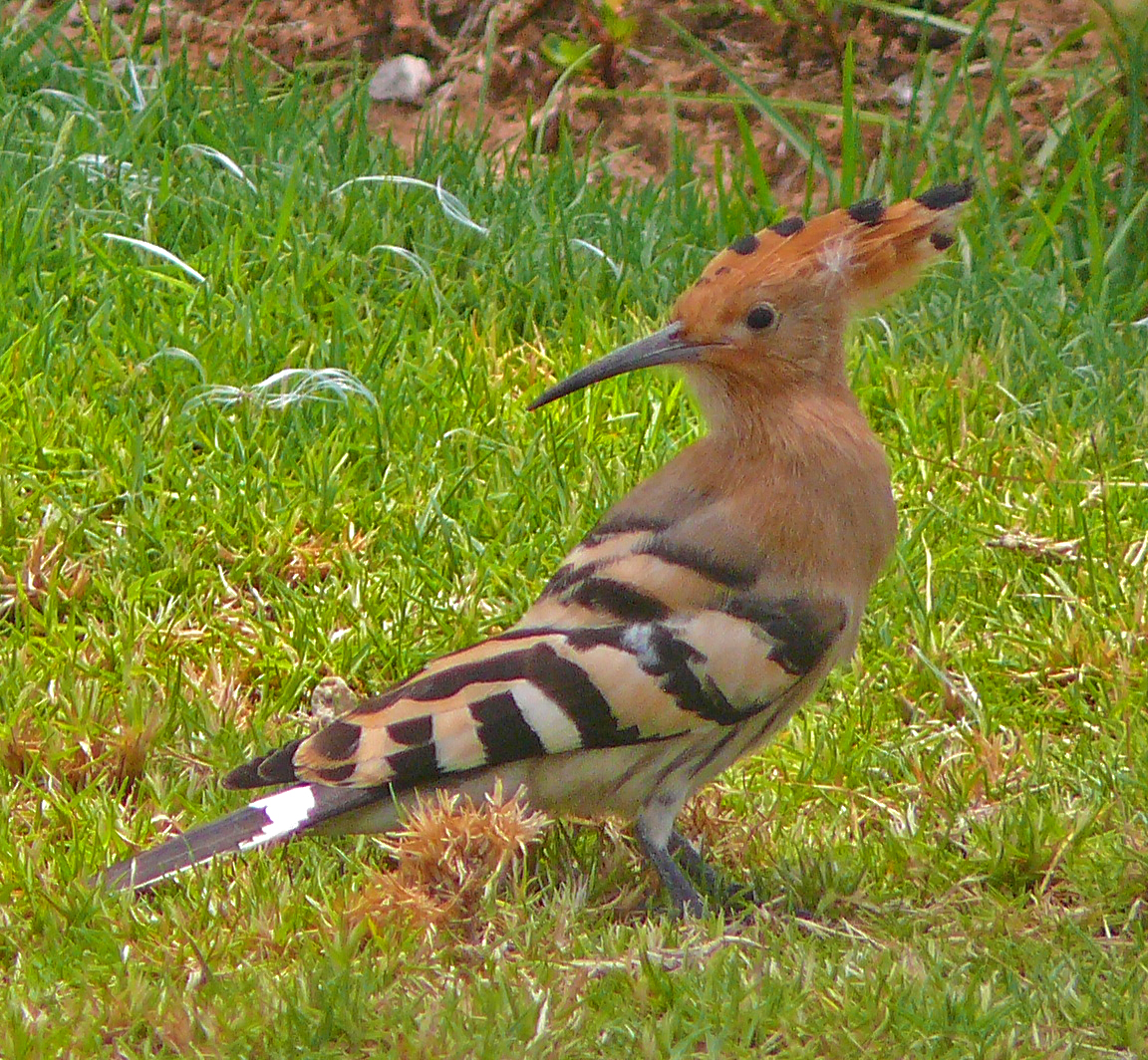
Búbosbanka
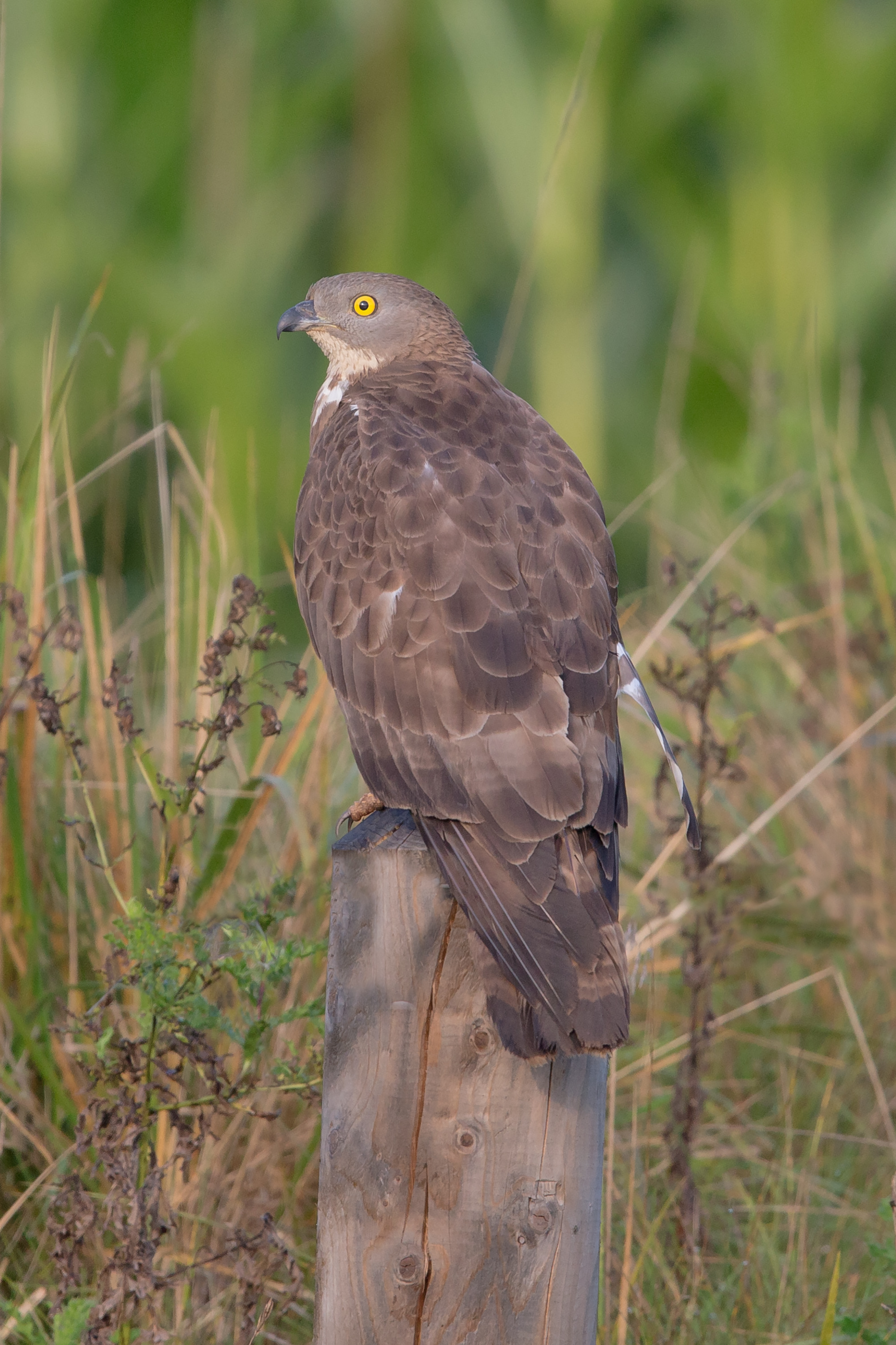
Darázsölyv
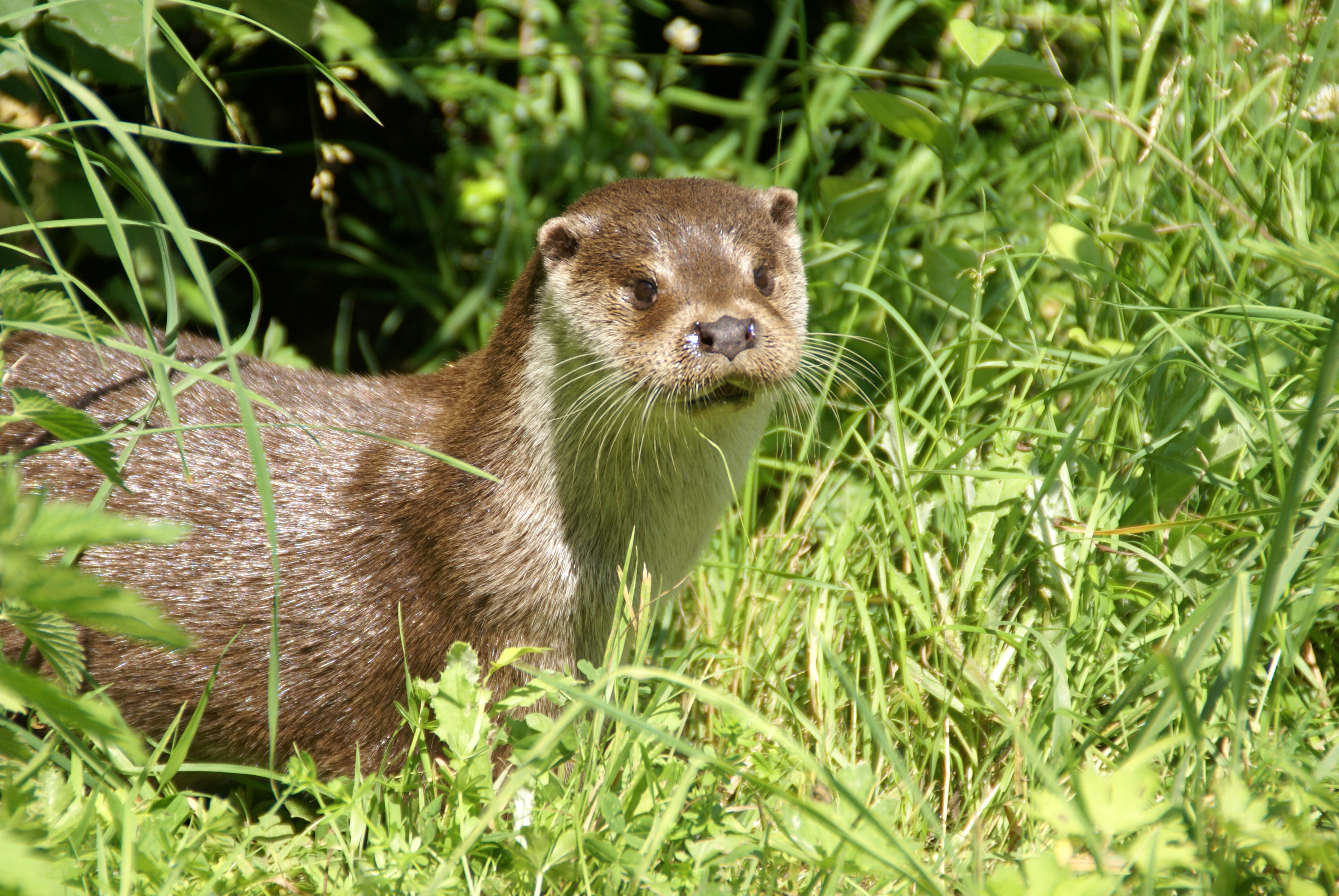
Európai vidra